# Khvolʹson (cráter)

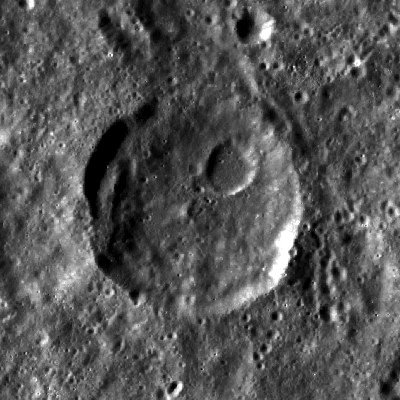
Fotografía de la misión Lunar Reconnaissance Orbiter

Khvolʹson es un cráter de la cara oculta de la Luna, situado justo al este-sureste de la gran planicie amurallada del cráter Pasteur. A menos de un diámetro del cráter al noreste de Khvolʹson se halla el cráter Meitner, y justo al este-sureste aparece Kondratyuk.
|  |

Este cráter tiene un borde exterior aproximadamente circular que no está cubierto por ningún impacto significativo. Las paredes interiores aparecen como simples pendientes hacia el suelo interior. Dentro del cráter se localiza un pequeño impacto en el cuadrante noreste del suelo. El interior está marcado solo por unos diminutos cráteres y algunas irregularidades.

## Cráteres satélite
Por convención estos elementos son identificados en los mapas lunares poniendo la letra en el lado del punto medio del cráter que está más cercano a Khvolʹson.
|           | \| Khvolʹson \| Coordenadas \| Diámetro \| \| --------- \| ------------------------------- \| -------- \| \| C \| 13°30′S 111°54′E / -13.5, 111.9 \| 15 km \| |          |
| Khvolʹson | Coordenadas | Diámetro |
| C         | 13°30′S 111°54′E / -13.5, 111.9 | 15 km    |